# Яни-Мангит
Яни́-Манги́т (укр. Яни-Мангит, крымскотат. Yañı Manğıt, Янъы Мангъыт) — исчезнувшее село в Красноперекопском районе Республики Крым, располагавшееся на юге района, на левом берегу в среднем течении безымянного правого притока реки Воронцовка, примерно, в 3,5 километрах на северо-запад от современного села Полтавское.

## История
Первое документальное упоминание села встречается в Камеральном Описании Крыма… 1784 года, судя по которому, в последний период Крымского ханства Ени Мангыт входил в Четырлык кадылык Перекопского каймаканства.
После присоединения Крыма к России (8) 19 апреля 1783 года, (8) 19 февраля 1784 года, именным указом Екатерины II сенату, на территории бывшего Крымского Ханства была образована Таврическая область и деревня была приписана к Перекопскому уезду. После Павловских реформ, с 1796 по 1802 год, входила в Перекопский уезд Новороссийской губернии. По новому административному делению, после создания 8 (20) октября 1802 года Таврической губернии, Яни-Мангит был включён в состав Бустерчинской волости Перекопского уезда.
По Ведомости о всех селениях, в Перекопском уезде состоящих с показанием в которой волости сколько числом дворов и душ… от 21 октября 1805 года в деревне Яни-Мангит числилось 17 дворов, 98 крымских татар и 9 цыган. На военно-топографической карте генерал-майора Мухина 1817 года деревня Янымангит обозначена с 15 дворами. После реформы волостного деления 1829 года Яни-Мангит, согласно «Ведомости о казённых волостях Таврической губернии 1829 года», передали в состав Ишуньской волости (переименованной из Бустерчинской). На карте 1836 года в деревне 16 дворов. Затем, видимо, в результате эмиграции крымских татар, деревня заметно опустела и на карте 1842 года Яни Мангит (Джани Мангит) обозначен условным знаком «малая деревня», то есть, менее 5 дворов. Видимо, вследствие эмиграции крымских татар в Турцию, деревня к середине XIX века опустела окончательно, поскольку уже в «Памятной книжке Таврической губернии за 1867 год» в списках опустевших селений не значится и в дальнейшем в доступных источниках не встречается.